# Belmonte, Kastilien-La Mancha
Belmonte är en kommunhuvudort i Spanien.   Den ligger i provinsen Provincia de Cuenca och regionen Kastilien-La Mancha, i den centrala delen av landet, 130 km sydost om huvudstaden Madrid. Belmonte ligger 749 meter över havet och antalet invånare är 2 360.
Terrängen runt Belmonte är platt. Runt Belmonte är det glesbefolkat, med 15 invånare per kvadratkilometer. Närmaste större samhälle är Las Pedroñeras, 12,2 km söder om Belmonte. Trakten runt Belmonte består till största delen av jordbruksmark.